# Centaurea olympica
Centaurea olympica — вид квіткових рослин родини айстрових (Asteraceae). Ендемік Туреччини (Анатолія).
Це дворічна трав'яниста рослина. Період цвітіння липень-серпень. З квітня по травень молоді пагони починають формувати рослину. При розвитку цих пагонів рослина утворює дуже розгалужену структуру. Розвиваються суцвіття бузкового кольору. В кінці вересня рослина стає безквітковою. Після цвітіння насіння дозріває в насіннєвих коробочках.
C. olympica — ендемічний вид, який природно росте в західній та північно-західній Анатолії, особливо в Улудагу та його околицях.